# Étienne-Charles de Loménie de Brienne
Pour les autres membres de la famille, voir Famille de Loménie.
Pour les articles homonymes, voir Brienne.
Étienne-Charles de Loménie de Brienne, né le 9 octobre 1727 à Paris et mort le 19 février 1794 à Sens, est un homme d'Église et homme politique français, cardinal et ministre.

## Biographie

### Le prélat
Issu de la famille de Loménie, originaire de Flavignac en Limousin, et dont on peut remonter la lignée jusqu’au XVe siècle, il est le fils de Nicolas Louis, comte de Brienne, et de Anne Gabrielle de Chamillart.
Il fait de brillantes études à la Sorbonne, où il fait la connaissance de Turgot, de l'abbé Morellet, de l'abbé de Vermond, etc. Il entre ensuite dans les ordres.
En 1751, en dépit de doutes sur l'orthodoxie de sa thèse, il obtient le titre de docteur en théologie. Pour sa carrière dans l'Église, il bénéficie du soutien de sa grand-tante, la duchesse de Luynes (1684-1763).
En 1752, il est choisi comme grand vicaire par l'archevêque de Rouen, Nicolas-Charles de Saulx-Tavannes, lui-même cardinal et grand aumônier de France (en août 1753 l'abbé de Brienne devient grand vicaire de Pontoise).
Après une visite à Rome, il est nommé en 1760 évêque de Condom.
En 1763, il devient archevêque de Toulouse, où il entreprend de grands travaux publics qui transforment la ville. En 1771, il scelle la suppression du vicariat de la maison de l'Inquisition de Toulouse, prononcée par le chapitre national des Prêcheurs français, sur son intervention. En 1772, il préside la commission des réguliers qui supprime certaines maisons religieuses ou certains ordres religieux en déclin, comme l'ordre de Grandmont.
De 1766 à 1769, il est également abbé du Mont Saint-Michel. Proche de la reine Marie-Antoinette, il succède à Calonne à la tête des Finances du royaume en 1787 et est nommé archevêque de Sens l'année suivante. En 1788, il devint abbé commendataire de Corbie.
Parmi ses amis, aussi célèbres que nombreux, on compte Turgot, l'encyclopédiste André Morellet et Voltaire. Élu en 1770 au 18e fauteuil de l'Académie française, il y succède au duc de Villars.
De 1770 à 1778, il fait reconstruire, avec son frère Louis Marie Athanase de Loménie de Brienne, le château de Brienne le château.
Il est trois fois rapporteur à la commission des réguliers de l'Assemblée du clergé et s’intéresse aussi aux questions politiques et sociales du jour. Il adresse ainsi à Turgot plusieurs mémoires sur ces sujets, dont un particulièrement remarquable où il étudie les causes de la misère.
Loménie de Brienne a parfois été désigné comme incroyant : à la mort de l'archevêque de Paris Christophe de Beaumont, en 1781, il est écarté par Louis XVI qui déclare : « Il faudrait au moins que l'archevêque de Paris crût en Dieu ». Cependant, son incrédulité paraît peu probable à certains historiens.
En octobre 1787, il est nommé abbé commendataire de Saint-Ouen de Rouen, à la suite de Georges-Louis Phélypeaux d'Herbault, archevêque de Bourges, décédé le mois précédent.

### Le ministre
En 1787, il est nommé président de l'Assemblée des notables, et c’est en cette qualité qu’il attaque la politique fiscale de Calonne. Il s'impose par la suite comme principal ministre d'État le 1er mai 1787, avec l'appui de la reine Marie-Antoinette. À l'annonce de ce choix, Louise de France (fille de Louis XV devenue carmélite sous le nom de Thérèse de Saint-Augustin) aurait dit : « La France est perdue ! ». Il appelle au conseil le duc de Nivernais. Il met fin aux grandes spéculations boursières, puis réussit à faire enregistrer par le parlement de Paris des décrets établissant le libre-échange à l’intérieur du pays et prévoyant l'instauration d'assemblées provinciales ainsi que le rachat des corvées. Lorsque les parlementaires refusent d'enregistrer les décrets qu’il propose d'appliquer au droit de timbre et au nouvel impôt foncier général, il persuade Louis XVI de tenir un lit de justice pour les y contraindre. Le 18 août 1787, les parlementaires sont exilés à Troyes et ne sont rappelés à Paris qu'après avoir consenti à étendre l'impôt direct à toutes les formes de revenus. Une nouvelle tentative visant à contraindre le parlement à enregistrer un décret autorisant un emprunt de 120 millions de livres rencontre une opposition déterminée. Mais Loménie de Brienne réussit à faire enregistrer l'édit de Versailles accordant aux non-catholiques un état-civil.
Brienne a été nommé entre-temps, le 1er février 1788, archevêque de Sens et abbé commendataire de l'abbaye Saint-Pierre de Corbie. Avec le garde des Sceaux Lamoignon, il entreprend en mai 1788 une grande réforme : l'enregistrement des lois est confiée à une Cour plénière, la justice est réorganisée avec l'affaiblissement des compétences des parlements et la mise en place des grands bailliages. L'arrêt du Conseil du 5 juillet 1788 annonce la prochaine tenue des états généraux. Mais Louis XVI cesse bientôt de soutenir les deux hommes, et le 25 août 1788, Loménie de Brienne doit se retirer, laissant un trésor vide.
Le 15 décembre, il est fait cardinal et se rend en Italie, où il passe deux ans à visiter des bibliothèques et à acheter des incunables.

### Pendant la Révolution

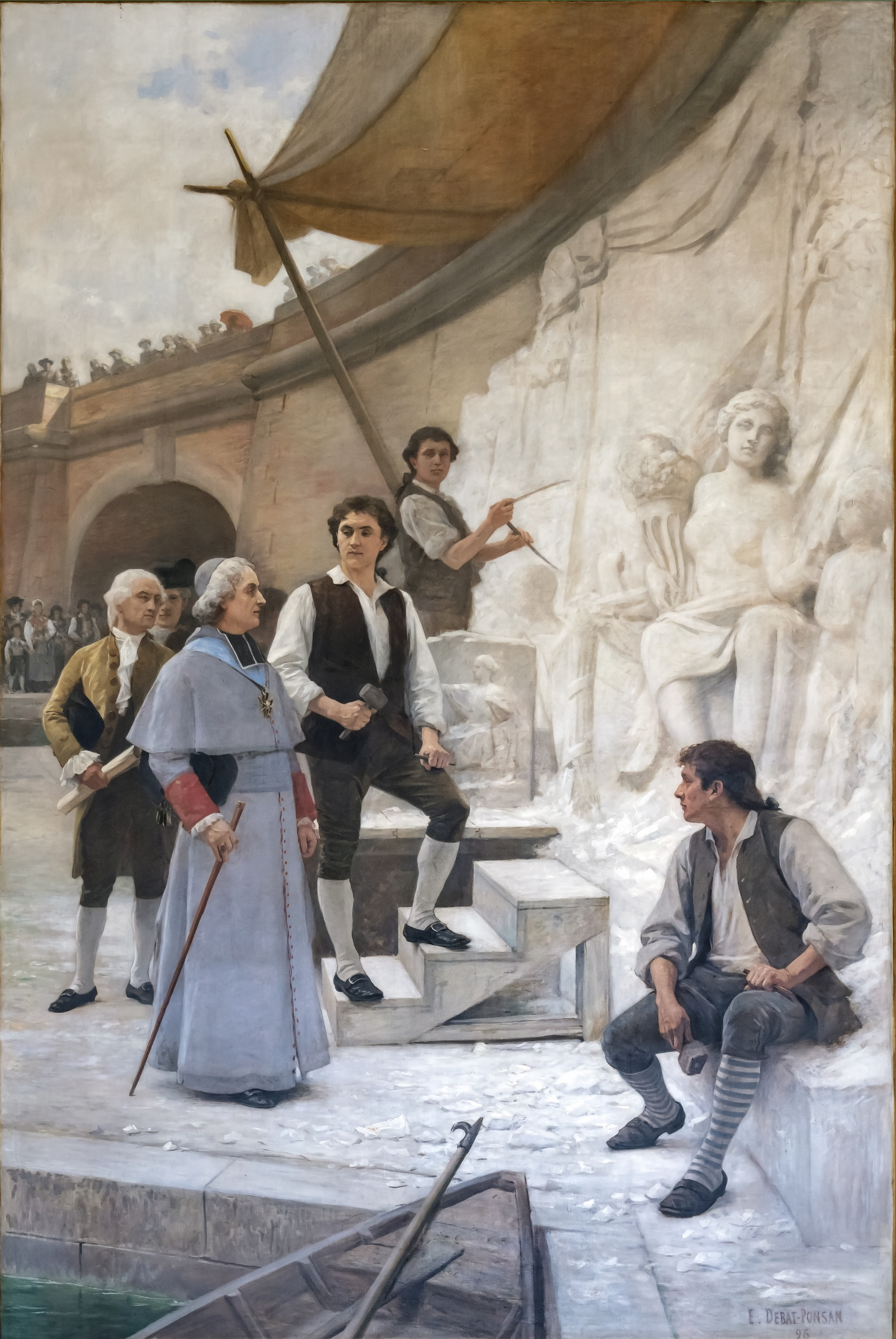
Bas-relief des Ponts-Jumeaux, une visite au chantier par Édouard Debat-Ponsan.

Il revient en France à la Révolution et prête serment à la constitution civile du clergé en 1790. Devenu évêque constitutionnel de l'Yonne en 1791, il est désavoué par le pape et doit renoncer à la barrette de cardinal sur ordre de Pie VI. Sa conduite passée aussi bien que sa conduite présente l'ayant rendu suspect aux révolutionnaires, il est arrêté à Sens, le 9 novembre 1793, et détenu à domicile. De nouveau arrêté le 1er ventôse an II (19 février 1794), il meurt la nuit même, victime soit d'une attaque d'apoplexie, soit d'un empoisonnement. Son frère, Louis-Marie-Athanase de Loménie, comte de Brienne, secrétaire d'État à la Guerre, et ses trois fils adoptifs font partie du convoi de vingt-quatre personnes guillotinées en même temps que la sœur du roi, Madame Élisabeth, le 10 mai 1794. Du groupe, seule la ci-devant comtesse de Sérilly put échapper à la mort grâce à la princesse qui l'encouragea à signaler un début de grossesse.
Étienne-Charles de Loménie de Brienne est enterré discrètement, sans cérémonie, dans la crypte de la basilique Saint-Savinien de Sens sous le sol de laquelle reposaient déjà plusieurs évêques de la ville.

### Distinction
- chevalier de l'Ordre du Saint-Esprit (1782)

### Portrait
Son buste a été sculpté en terre cuite vers 1791 par Philippe-Laurent Roland.

### Œuvres
- Missale Tolosanum : illustrissimi et reverendissimi in christo patris D.D. Stephani-Caroli de Lomenie de Brienne, Tolosani archiescopi, auctoritate, ac venerabilis ejusdem ecclesiae capituli consensu editum., Toulouse, Libraires associés pour les usages du diocèse, 1773 (lire en ligne)